# Anders Andersson (Eishockeyspieler)
Åke Anders „Acka“ Andersson (* 2. Januar 1937 in Skellefteå; † 15. Dezember 1989 ebenda) war ein schwedischer Eishockeyspieler.

## Karriere
Anders Andersson begann seine Karriere als Eishockeyspieler in seiner Heimatstadt beim Skellefteå AIK, für dessen Profimannschaft er von 1955 bis 1966 in der Division 1, der damals höchsten schwedischen Spielklasse, aktiv war. In der Saison 1967/68 lief der Angreifer für den Ligarivalen Färjestad BK auf, ehe er zur Saison 1968/69 zu seinem Heimatverein Skellefteå AIK zurückkehrte, bei dem er anschließend im Alter von 32 Jahren seine Karriere beendete. In den Jahren 1961 und 1962 gewann er jeweils den Guldpucken als Schwedens Eishockeyspieler des Jahres. 

### International
Für Schweden nahm Andersson an den Olympischen Winterspielen 1960 in Squaw Valley und 1964 in Innsbruck teil. Bei den Winterspielen 1964 gewann er mit seiner Mannschaft die Silbermedaille. Zudem stand er im Aufgebot seines Landes bei den Weltmeisterschaften 1957, 1962 und 1965. Bei den Weltmeisterschaften 1957 und 1962 gewann er mit seiner Mannschaft jeweils die Goldmedaille. Als bestes europäisches Team wurde Schweden zudem jeweils Europameister. Bei der WM 1965 gewann er mit seinem Land die Bronzemedaille. 

## Erfolge und Auszeichnungen
- 1961 Guldpucken
- 1962 Guldpucken

### International
- 1957 Goldmedaille bei der Weltmeisterschaft
- 1962 Goldmedaille bei der Weltmeisterschaft
- 1964 Silbermedaille bei den Olympischen Winterspielen
- 1965 Bronzemedaille bei der Weltmeisterschaft